# Pericoma barremica
Pericoma barremica är en tvåvingeart som beskrevs av Vaillant och Toni M. Withers 1993. Pericoma barremica ingår i släktet Pericoma och familjen fjärilsmyggor.
Artens utbredningsområde är Frankrike. Inga underarter finns listade i Catalogue of Life.